# Interstate 45
Interstate 45 (I-45) é uma importante rodovia interestadual localizada inteiramente no estado americano do Texas. Enquanto a maioria das rotas interestaduais com números terminados em "5" são rotas norte-sul que cruzam o país, a I-45 é comparativamente curta, com toda a rota localizada no Texas. Além disso, ela tem a menor extensão de todas as interestaduais que terminam em "5". Ela conecta as cidades de Dallas e Houston, continuando para sudeste de Houston até Galveston, passando pela Galveston Causeway até o Golfo do México.
A I-45 substituiu a U.S. Route 75 (US 75) em toda a sua extensão, embora partes da US 75 tenham permanecido paralelas à I-45 até sua eliminação ao sul do centro de Dallas em 1987. Na extremidade sul da I-45, a State Highway 87 (SH 87, anteriormente parte da US 75) continua até o centro de Galveston. A extremidade norte fica na I-30, no centro de Dallas, onde a US 75 usava a Good-Latimer Expressway. Uma curta continuação, conhecida pelos repórteres de trânsito como I-45 overhead, sinalizada como parte da US 75, e oficialmente I-345, continua para o norte até a junção com o atual final da US 75. O tráfego pode usar o Spur 366 (mais conhecido localmente como Woodall Rodgers Freeway) para se conectar à I-35E na extremidade norte da I-345.
A parte da I-45 entre o centro de Houston e Galveston é conhecida pelos moradores de Houston como Gulf Freeway. A curta seção elevada da I-45, que forma o limite sul do centro da cidade, é conhecida como Pierce Elevated, em homenagem à rua de superfície próxima à qual a rodovia passa, enquanto ao norte da I-10 é conhecida como North Freeway. A I-45 e a I-345 na área de Dallas, ao norte dos cruzamentos com a I-20 e a SH 310 (antiga US 75), é a Julius Schepps Freeway. Tanto a Gulf Freeway quanto a North Freeway incluem faixas reversíveis para veículos com alta ocupação (HOV lanes) para ônibus e outros veículos de alta ocupação (HOVs) de e para o centro da cidade.
A autoestrada é objeto de controvérsia contínua e investigação federal devido a um projeto de expansão proposto no Condado de Harris, que deslocaria centenas de pessoas de suas casas e pioraria a qualidade do ar. As autoridades locais se opuseram ao projeto de expansão, enquanto o Departamento de Transportes do Texas (TxDOT) apoia a expansão, e as negociações estão pendentes. O custo estimado do projeto é de pelo menos US$ 9,7 bilhões e espera-se que leve pelo menos duas décadas para ser concluído.

## Galeria

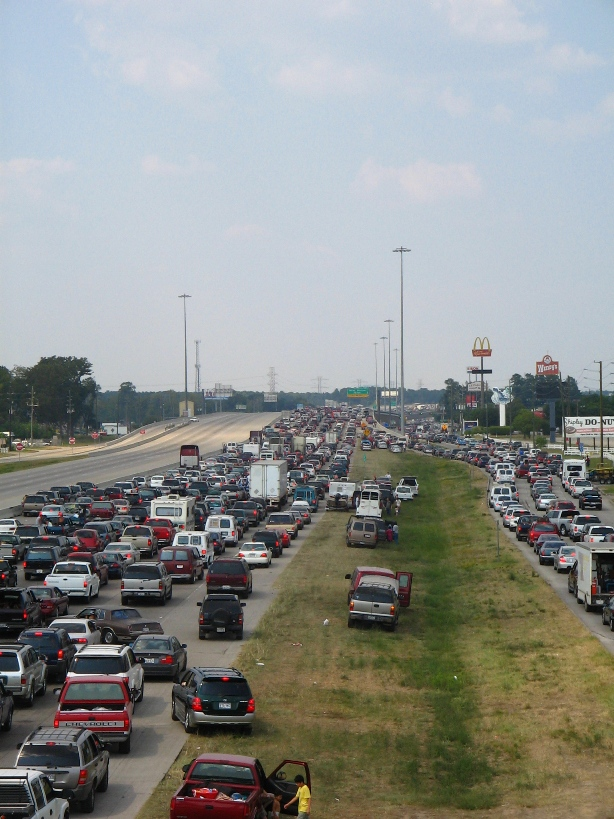
Evacuação do furacão Rita da passagem superior da estrada Louetta (saída 68) (2005)
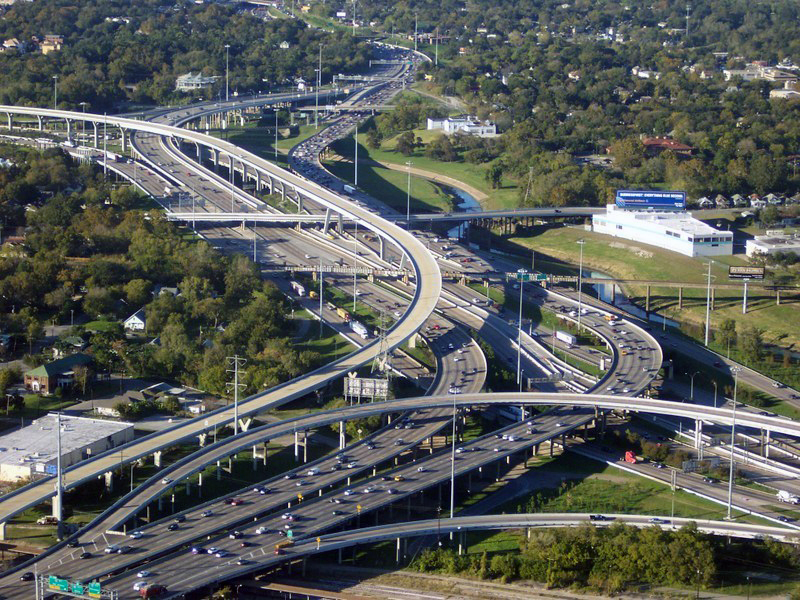
I-45 e I-10/US 90 ao lado do centro de Houston
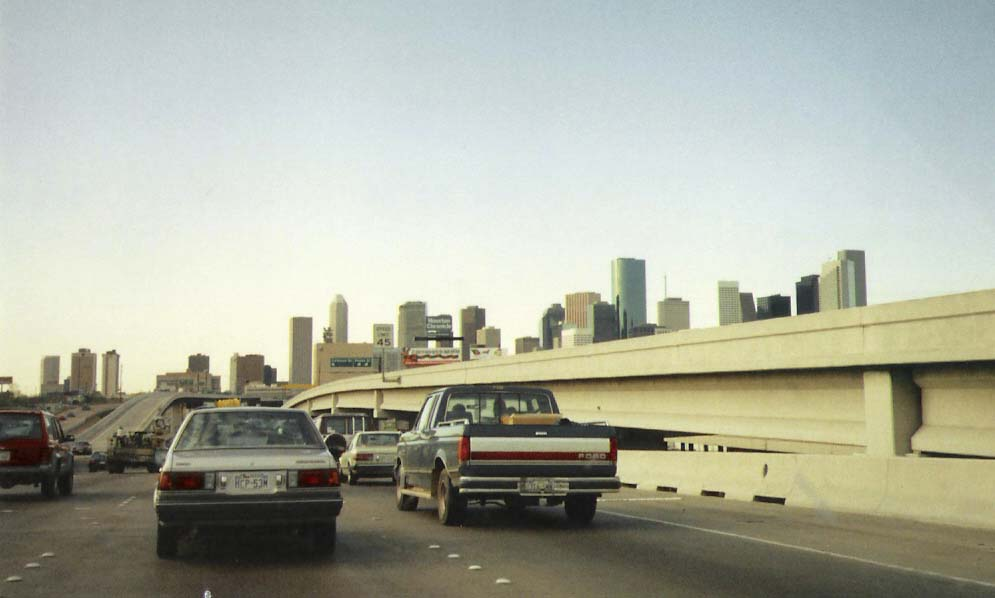
Olhando para o noroeste ao longo da Gulf Freeway em direção ao centro; as pistas de distribuição do Spur 5, concluídas em 1988, estão à direita
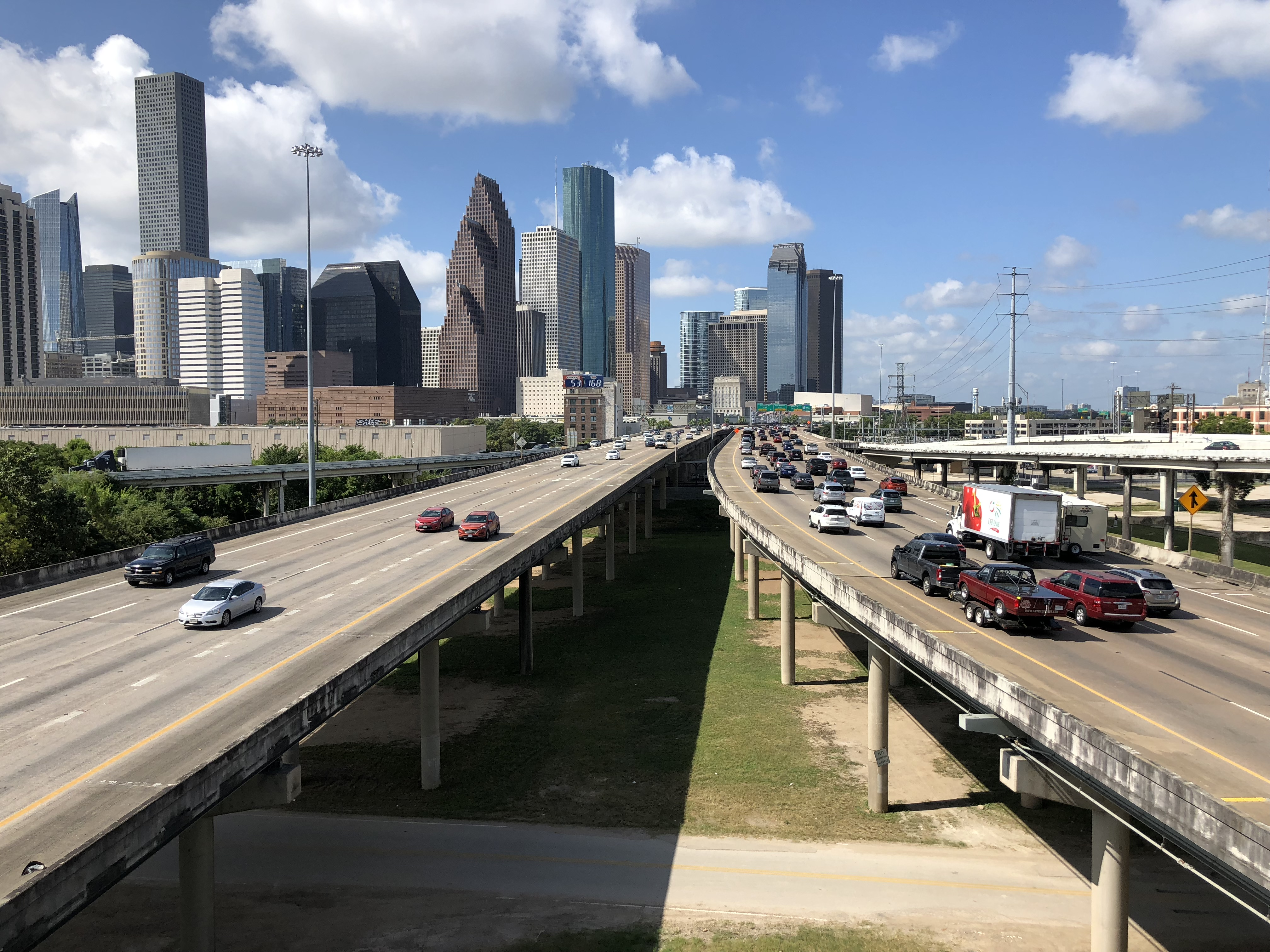
Southbound I-45 entrando no centro de Houston